# As Comadres
As Comadres é uma peça teatral em dois atos escrita por Miguel M. Abrahão em 1979 e publicada em 1981 no Brasil.

## Sinopse
Beth Fera, líder feminista, invertendo os valores vigentes e procurando assumir e fazer com que mulheres de todo o país assumam uma posição dominante e autocrática perante os homens, decide promover um congresso em sua casa a fim de conscientizar as companheiras passivas e ingênuas da verdadeira condição da mulher na sociedade. O problema ocorre quando Amélia, a vizinha submissa, resolve participar dos debates e carrega consigo seu marido Almeida, um típico machão incorrigível.